# Estación de Tampico
Tampico fue una estación de trenes que se encuentra en Tampico, Tamaulipas. La estación fue el punto de partida o llegada de miles de personas que viajaban en los trenes Tampico-Monterrey, Tampico-San Luis Potosí y Tampico-Magozal.
Desde mayo del 2018, existe un proyecto para convertir el viejo inmueble en un Museo Ferrocarrilero, este proyecto no logrado concretarse. 

## Historia
La estación se edificó sobre la línea Chicalote-Tampico del antiguo Ferrocarril Central Mexicano, esto por medio de la concesión número 17 del 8 de septiembre de 1880.  

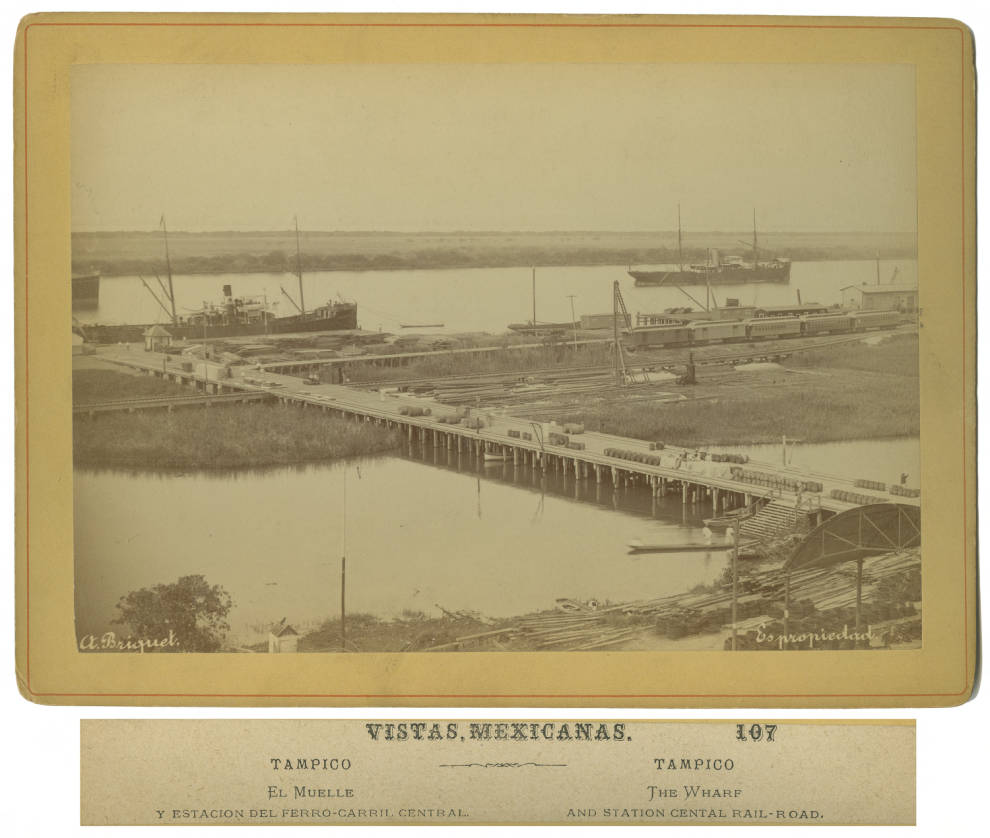
Vista de la antigua estación del ferrocarril.

En 14 de febrero de 1878 se celebró un contrato para la construcción de un ferrocarril en Tampico y el límite del Estado con el de Tamaulipas, en un punto inmediato a Tantoyuquita, o a otro lugar, pudiendo dicho ferrocarril tocar las ciudades de Cerritos y Valle del Maíz, por la vía principal o por los ramales que partirían de los puntos más convenientes.
El 12 de octubre de 1880, la legislatura del Estado de San Luis Potosí autorizó traspasar la concesión del ferrocarril de Tampico a Tantoyuquita a la compañía o compañías que se organizaran al efecto. Esta línea fue inaugurada el 15 de abril de 1890. 
El 17 de abril de 1890 se inauguró de manera oficial la Estación, la cual funciono de manera normal, hasta que 31 años después, en 1933 un huracán arrasó por completo el inmueble y fue necesaria su reconstrucción. La nueva estación proyectada y diseñada por el arquitecto Carlos Greenham en 1934.
La nueva estación dio servicio hasta el 23 de junio de 1993, cuando fue la última vez que partió el tren de pasajeros desde la estación.